# Théâtre des Bouffes-Parisiens
Le théâtre des Bouffes-Parisiens est une salle de spectacles parisienne située 4 rue Monsigny dans le 2e arrondissement de Paris.

## Historique

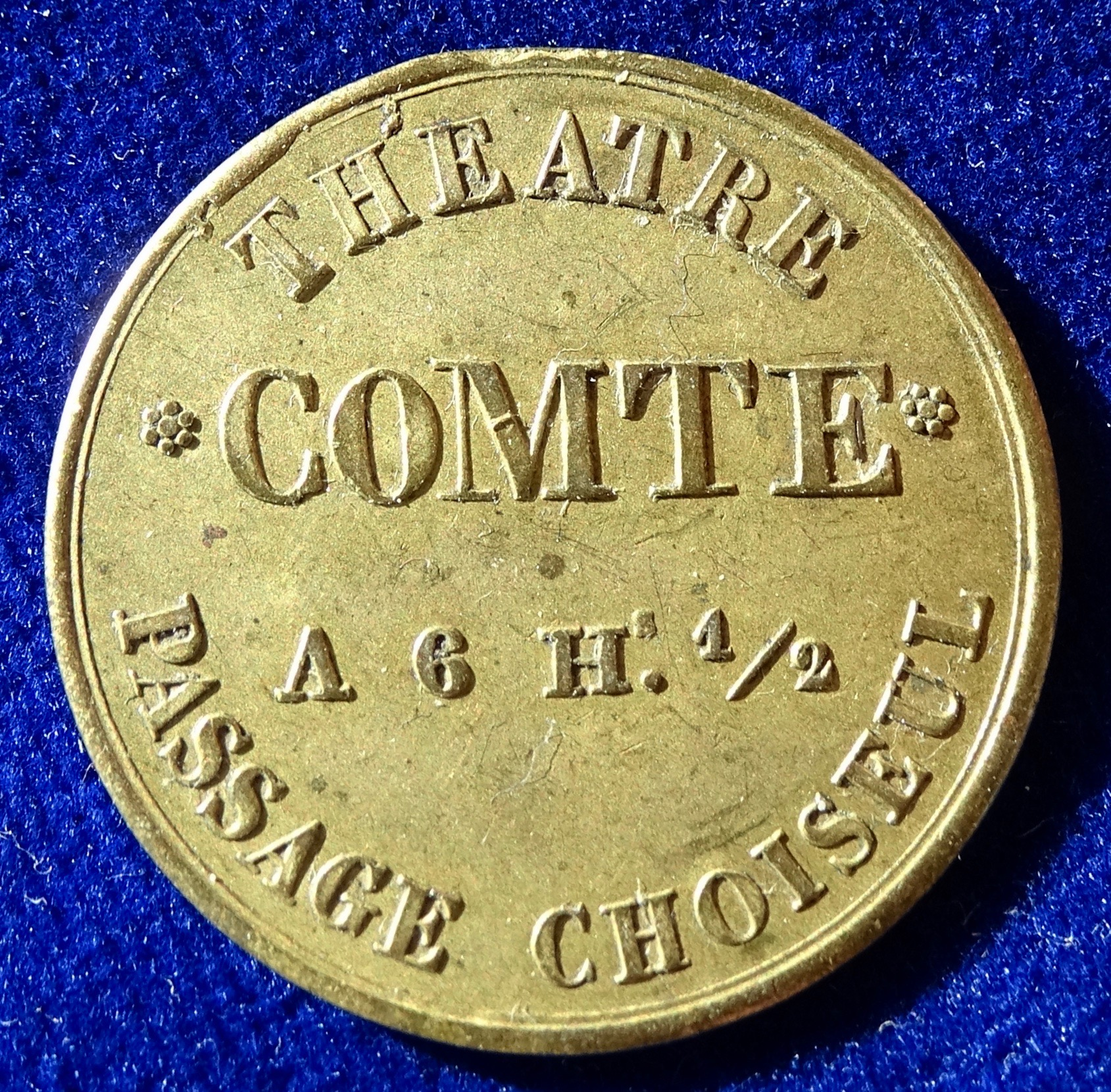
Jeton d'abonnement Théâtre Comte, passage Choiseul, avers.

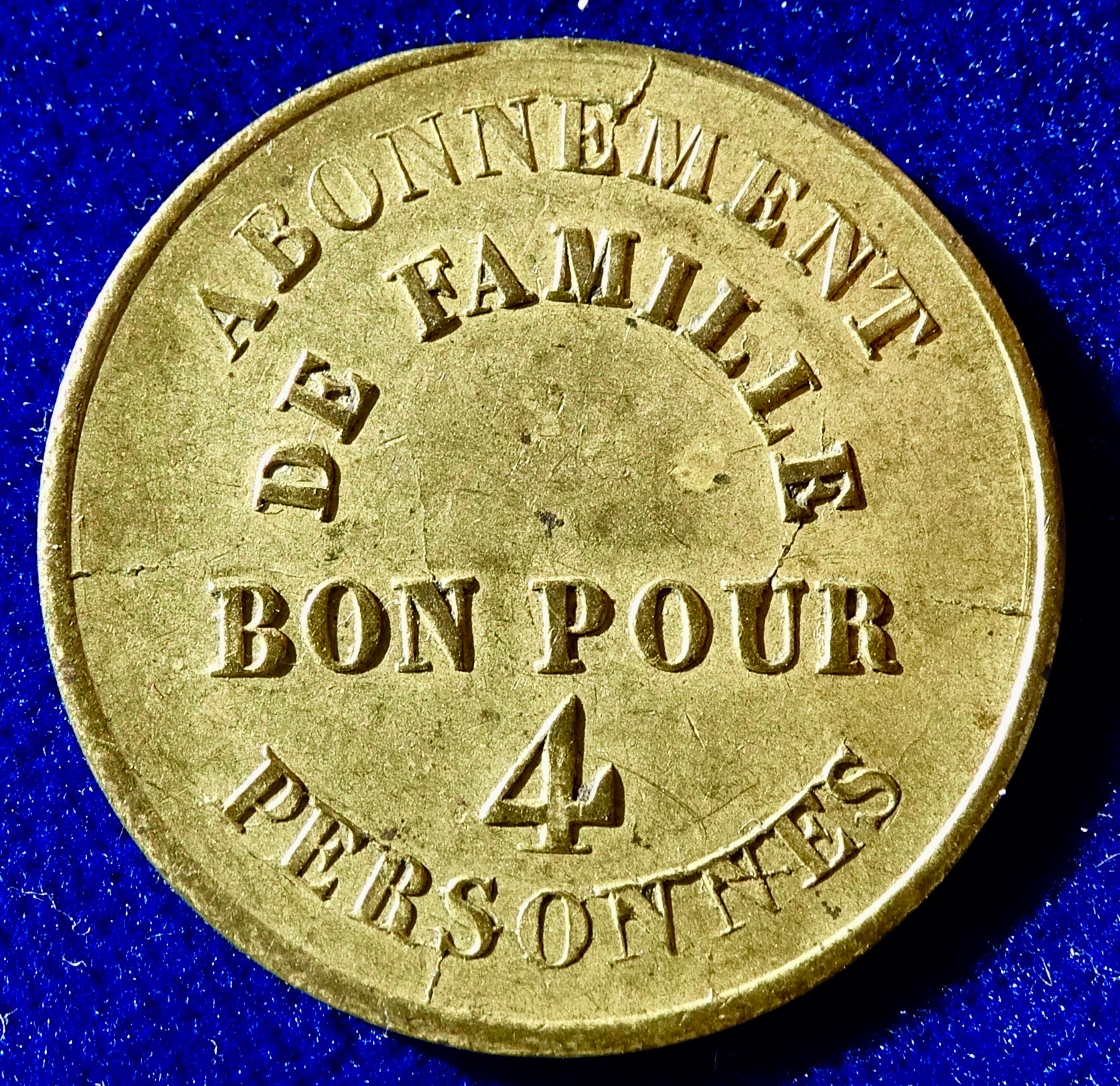
Jeton d'abonnement Théâtre Comte, passage Choiseul, revers.

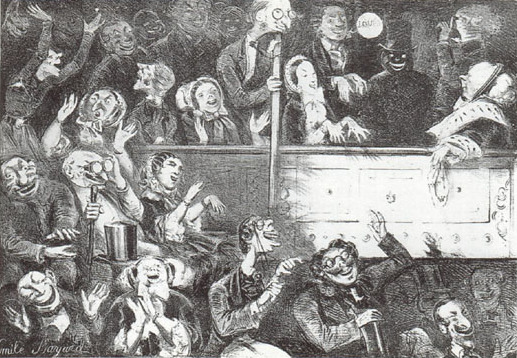
« Le public aux Bouffes-Parisiens », caricature d'Émile Bayard (v. 1860).

Orphée aux enfers (1866).

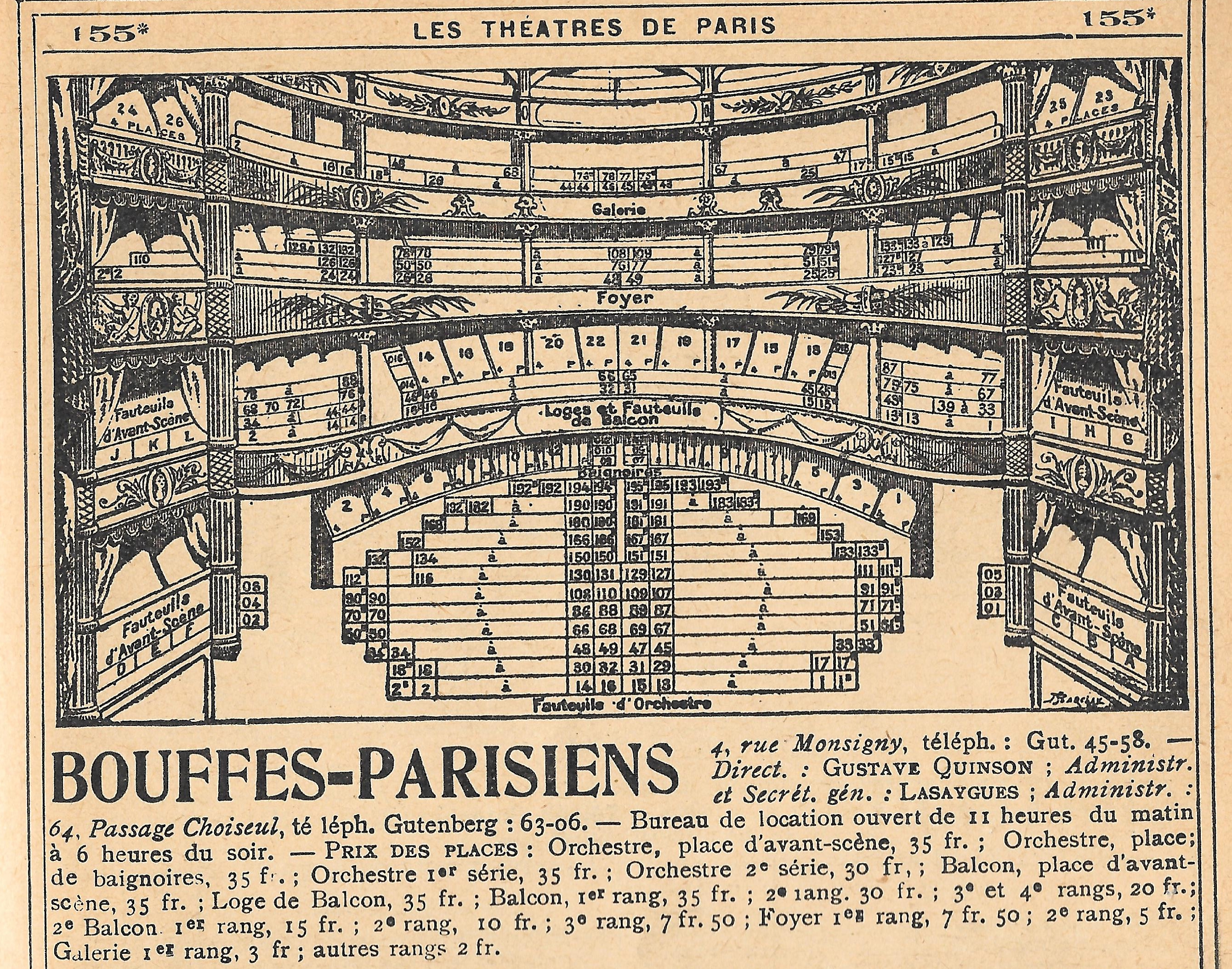
Plan du Théâtre des Bouffes Parisiens en 1925 avec prix des places et administration.

En 1826, le magicien et ventriloque Louis Comte doit quitter le passage des Panoramas où il a installé son théâtre des Jeunes-Élèves. Il commande alors aux architectes Allard et Brunneton la construction d'une nouvelle salle dans le quartier Choiseul, en cours de réaménagement. Dotée d'un double accès passage Choiseul et rue Neuve-Ventadour (aujourd'hui rue Monsigny), elle est inaugurée le 23 janvier 1827. En 1846, une loi interdisant de faire jouer les enfants au théâtre, Louis Comte cède la direction à son fils Charles.
En 1855, Jacques Offenbach — qui vient d'inaugurer son théâtre des Bouffes-Parisiens dans la salle Lacaze au carré Marigny, sur les Champs-Élysées — cherche une salle susceptible de l'accueillir pour l'hiver. Il rachète le bail, et ouvre le 29 décembre 1855 les Bouffes d'hiver (en référence à la salle des Champs-Élysées qui devient les Bouffes d'été). Lorsqu'Offenbach abandonne la salle Lacaze en 1859, la salle du passage Choiseul prend définitivement le nom de théâtre des Bouffes-Parisiens.
En 1862, Offenbach doit céder pour des raisons juridiques la direction à son chef d'orchestre Alphonse Varney. Celui-ci fait raser la salle pour en reconstruire une plus spacieuse, sur les plans de l'architecte Théodore Ballu.
Édouard Prévost lui succède en 1864 mais, ne pouvant plus exploiter le répertoire léger qui a fait la renommée du théâtre, cède la direction des Bouffes en septembre 1866 à Delphine Ugalde, qui s'était fait acclamer comme Eurydice dans Orphée aux Enfers et fit ensuite une création dans, Les Bavards, d'Offenbach.
En 1867-1868, François Varcollier, le mari de Delphine Ugalde, et Gabriel Hugelmann dirige le théâtre, où, le 26 janvier 1867, débute la courtisane anglaise et ancienne danseuse Emma Crouch, plus connue dans le monde galant sous le nom de Cora Pearl. Elle se met aussi nue que possible pour remplir le rôle de Cupidon d'Orphée aux enfers. Les connaisseurs assez nombreux qui assistent à cette représentation applaudissent ses formes plastiques, mais elle chante si désagréablement que spectateurs, chanteurs et directeurs abandonnent le théâtre.
Delphine Ugalde doit renoncer à la direction en juillet 1867 et passe la main à Charles Comte, qui est entretemps devenu le gendre d'Offenbach en épousant sa fille, Berthe. Associé au dramaturge Jules Noriac, Comte renoue avec le succès en créant plusieurs œuvres de son illustre beau-père comme L'Île de Tulipatan, La Princesse de Trébizonde ou, après l'interruption de la guerre de 1870, Madame l'Archiduc, La Créole et La Boîte au lait. D'autres compositeurs seront sollicités, dont Léon Vasseur en 1872 avec La Timbale d’argent, sur un livret d'Adolphe Jaime et de Jules Noriac, ainsi qu’Emmanuel Chabrier avec L’Étoile en 1877. Cette même année, Louis Cautin prend la direction du théâtre. C'est à lui que l'on doit, entre autres, en 1880, la création des Mousquetaires au couvent de Louis Varney (fils d'Alphonse) et de La Mascotte d'Edmond Audran.
Delphine Ugalde dirige de nouveau les Bouffes de 1885 à 1888 avec son mari François Varcollier. Pour sa première production, La Béarnaise de Messager, elle sort Jeanne Granier de sa semi-retraite pour le double ouvrage de Jacquette et Jacquet.
La fin du XIXe siècle et le début du XXe voient l'apparition de nouveaux talents tels que Gaston Serpette, Claude Terrasse, Robert de Flers, Marius Lambert et Gaston Arman de Caillavet.
En 1907, la comédienne Cora Laparcerie oriente la programmation vers le théâtre en affichant Paul Gavault, Alfred Capus et Maurice Hennequin.
Gustave Quinson, déjà directeur du théâtre du Palais-Royal, du Gymnase et du Vaudeville, lui succède en 1913. Il crée plusieurs pièces d'Henri Bernstein et de Sacha Guitry, et lance surtout la mode d'un nouveau genre d'opérette « légère » (tant par le sujet que par la musique) qui va connaître un grand succès pour les deux décennies à venir, avec notamment Phi-Phi (1918), Dédé en 1921 et Là-haut en 1923, toutes dues au tandem Albert Willemetz-Henri Christiné, avec Maurice Chevalier, Dranem, Alice Cocéa, etc. Edmond Roze (également metteur en scène) puis Albert Willemetz le secondent à la direction.
De 1929 à 1958, Albert Willemetz préside seul aux destinées du théâtre, continuant sa collaboration avec Henri Christiné, mais aussi avec d'autres compositeurs comme Raoul Moretti (Trois jeunes filles nues en 1925, Un soir de réveillon en 1932), Joseph Szulc (Flossie en 1929), Arthur Honegger (Les Aventures du roi Pausole en 1930), Gaston Gabaroche (Azor en 1932), Moyses Simons (Toi, c'est moi en 1934) ou Werner Richard Heymann (Tente et quarante en 1935), avec comme interprètes Yvonne Printemps, Arletty, Jean Gabin, Michel Simon, Pauline Carton, René Koval, Pills et Tabet, etc. Il fait également représenter des auteurs tels que Jean Cocteau (La Machine infernale), Louis Verneuil (L'Amant de Mme Vidal), Sacha Guitry (Ô mon bel inconnu), Roger Ferdinand (Les J3 ou la Nouvelle école) avec François Périer, Elvire Popesco, Jacqueline Porel.
Eugénie Mondovi lui succède en janvier 1958, suivie d'Hélène Martini qui revient aux comédies de boulevard, notamment celles de Barillet et Grédy jouées par des spécialistes du genre tels que Maria Pacôme, Sophie Desmarets et Jean Poiret (Fleur de cactus en 1964), Robert Hirsch, Pierre Mondy, Jean Le Poulain, Marthe Mercadier ou Jacqueline Maillan qui y crée Folle Amanda en 1971. Également directrice du théâtre Mogador à partir de 1970, Hélène Martini quitte la direction en 1974 pour s'occuper à plein temps des Folies Bergère.
De 1986 à 2007, les Bouffes-Parisiens sont dirigés par Jean-Claude Brialy, remplacé depuis sa mort par son compagnon et collaborateur, Bruno Finck. Celui-ci s'associe avec Dominique Dumond, directeur de la société Polyfolies qui produit entre autres Le Quatuor, avant de lui céder la direction en septembre 2013. Dominique Dumond est rejoint par Alain Sachs en 2014.
En 2010, cinquante théâtres privés de Paris réunis au sein de l’Association pour le soutien du théâtre privé (ASTP) et du Syndicat national des directeurs et tourneurs du théâtre privé (SNDTP), dont font partie les Bouffes-Parisiens, décident d'unir leurs forces sous une nouvelle enseigne : les « Théâtres parisiens associés ».